# اريك كينغ
اريك كينغ (بالإنجليزية: Eric King)‏ هو لاعب كرة قدم أمريكية أمريكي، ولد في 10 مايو 1982 في بالتيمور في الولايات المتحدة.

## وصلات خارجية
- اريك كينغ على موقع مرجع كرة القدم المحترفة.كوم (الإنجليزية)